# Banque maghrébine pour l'investissement et le commerce extérieur
La Banque maghrébine pour l’investissement et le commerce extérieur (BMICE) est un établissement bancaire inauguré le 9 mai 2017.

## Mission de la BMICE
La Banque maghrébine pour l’investissement et le commerce extérieur a pour mission d'aider à développer le commerce entre les pays du Maghreb, de créer des projets régionaux viables, d'attirer et faciliter la circulation des capitaux entre les pays de l'Union du Maghreb arabe (UMA) : le Maroc, l’Algérie, la Libye, la Mauritanie et la Tunisie.

## Direction
En 2012, Noureddine Zekri, ancien secrétaire d’État à la coopération internationale tunisien, est nommé au poste de directeur général. Il est secondé par le Mauritanien Sidi Mohamed Biya. Pour sa part, Mohamed Jalleb, ancien ministre des Finances algérien, prend la direction du conseil d'administration de la BMICE.
En 2020, le Marocain Said Berbale, ancien DGA à la banque populaire du maroc,est nommé au post de directeur général de la BMICE pour un mandat de quatre ans (source:https://www.bmice-maghreb.org/fr/accueil/)